# 불타는 전장 (1970년 영화)
《불타는 전장》(Too Late The Hero)은 미국에서 제작된 로버트 앨드리치 감독의 1970년 액션, 전쟁, 드라마 영화이다. 마이클 케인 등이 주연으로 출연하였고 로버트 앨드리치 등이 제작에 참여하였다.

## 출연

### 주연
- 마이클 케인
- 클리프 로버트슨

### 조연
- 헨리 폰다
- 이안 배넌
- 해리 앤드류즈
- 덴홈 엘리어트

## 기타
- 협력프로듀서: 월터 블레이크
- 미술: 제임스 도웰 밴스
- 의상: 찰스 E. 제임스
- 배역: 린 스터마스터